# Pluge

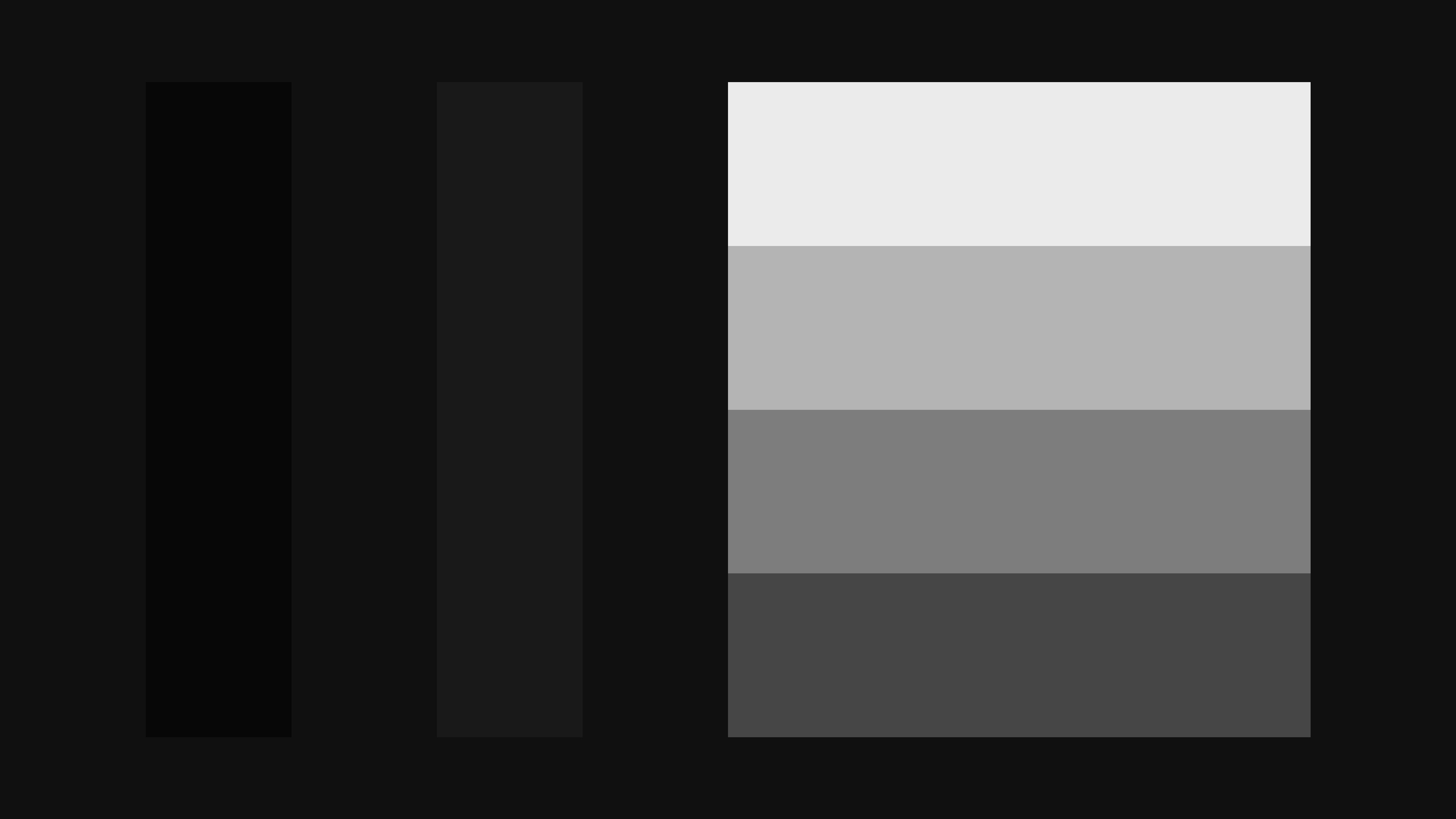
Un segnale Pluge, in questo caso con quattro aree di riferimento con bianco al 100%, 75%, 50% e 25%.

Barre colore SMPTE con un segnale pluge nella parte inferiore.

In televisione, il PLUGE o picture line-up generation equipment, è il nome convenzionale di un segnale utilizzando per la taratura dei monitor. Il segnale permette di regolare al livello ottimale il contrasto e la luminosità dei monitor e di eliminare le dominanti di colore. Esistono diversi tipi di questo segnale ma il più comune prevede due quadrati sovrapposti, uno bianco e uno grigio al 50%, e due barre verticali una di 20 mV sopra e una di 20 mV sotto al livello del nero.
Il PLUGE fu concepito per la taratura di monitor a tubo catodico, ma per quanto riguarda le regolazioni di luminosità e contrasto è utile anche per i monitor LCD.

## Regolazione
Con una regolazione corretta della luminosità e con il monitor come unica sorgente luminosa, la barra verticale a +20 mV deve essere al limite del percettibile, mentre quella a -20 mV non deve essere visibile.
La regolazione del contrasto va verificata strumentamente tramite un luxmetro: l'intensità luminosa del bianco al 100% deve essere il doppia di quella del grigio al 50%
Le dominanti di colore vanno verificare per comparazione tramite un apposito strumento, con una sorgente luminosa controllata a 6.500 K. Eventuali dominanti nel quadrato bianco al 100% vanno corrette agendo sull'intensità dei tubi, mentre le dominanti nel grigio al 50% vanno corrette agendo sui potenziali delle griglie.

## Riferimenti
Rainero Braghiroli, Allineamento dei monitori, RAI CPTV Milano, 1989.